# Ludwig von Lauter
Ludwig Wilhelm Karl von Lauter (Gran Ducado de Hesse, 23 de abril de 1855-Heidelberg, 8 de abril de 1929) fue un General de Artillería prusiano que participó en la Primera Guerra Mundial.

## Biografía
Se unió al ejército en 1872 como teniente segundo. Fue hecho teniente primero en 1881, hauptmann en 1886, y mayor en 1891. Para 1904 era mayor general y en 1911 fue promovido a general de Artillería y nombrado inspector general de la Artillería de Pie. En 1913, Lauter fue ennoblecido. Durante la I Guerra Mundial continuó sirviendo en este puesto, agregado al Gran Cuartel General, hasta el 15 de octubre de 1917, retirándose al día siguiente.